# كلوديا إيمانويلا سانتوسو
كلوديا إيمانويلا سانتوسو (من مواليد 27 أكتوبر 2000) هي مغنية إندونيسية اشتهرت بفوزها بالموسم التاسع من صوت ألمانيا حيث أصبحت أول شخص من أصل آسيوي يفوز باللقب في بث قناتا التلفزيون الألماني ProSieben وSat.1 في عام 2019. لقد بدأت تكتسب اهتمامًا جماهيريًا واسعًا بعد أدائها لأغنية The Greatest Showman الصوتية «Never Enough» في الاختبار الأعمى من صوت ألمانيا. كانت لقطات اختبارها الأعمى أحد أكثر مقاطع الفيديو مشاهدة في تاريخ البرنامج. وقبل انضمامها إلى صوت ألمانيا، قالت أنها شاركت في مسابقات غناء الأطفال في إندونيسيا مثل أكاديمي فانتاسي إندوسيار جونيور في عام 2008، وIdola Cilik في عام 2011 وعرض ماماميا في عام 2014.